# Račinovci
Račinovci is een plaats in de gemeente Drenovci in de Kroatische provincie Vukovarsko-srijemska. De plaats telt 982 inwoners (2001).